# Elchin Masiyev
Elchin Masiev (Baku, 29 luglio 1991) è un arbitro di calcio azero.

## Carriera
Esordisce nella massima serie azera, Premyer Liqası, il 15 settembre 2019 dirigendo Keşlə-Səbail (1-2)
Promosso internazionale nel 2021 fa il suo esordio come arbitro della UEFA dirigendo l'incontro valido per le Qualificazioni al Campionato europeo di calcio Under-17 2022 Finlandia-Svizzera.
Il 27 maggio 2022 viene selezionato per dirigere la finale della Coppa d'Azerbagian Zirə-Qarabağ terminata 4-5 (d.t.r.)
Il 3 novembre 2022 esordisce nella fase a gironi di una competizione UEFA dirigendo l'incontro di Conference League Hapoel Be'er Sheva-Austria Vienna (4-0).